# 797 Монтана
797 Монтана (797 Montana) — астероїд головного поясу, відкритий 17 листопада 1914 року.
Тіссеранів параметр щодо Юпітера — 3,440.